# Mitnagdim
Mitnagdim (hebrejsky מִתְנַגְּדִים, Odpůrci) jsou ortodoxní aškenázští židé, kteří odmítají chasidismus. Jejich vůdčí osobností byl v 18. století Gaon z Vilna. Mitnagdim té doby vyčítali chasidům užívání odlišného siduru a zejména pak nedbalý přístup k dodržování micvot a k studiu Tóry, který nahrazovali z jejich pohledu pouhými extatickými a proto nepatřičnými výlevy při modlitbách. Další nebezpečí v rozvíjejícím se chasidském hnutí viděli mitnagdim též v postoji prostých chasidů ke svým duchovním vůdcům, kdy svého rebeho považovali za vzor mudrce a mistra, který zástupně za ně žije spravedlivý život a tuto roli sehrává i po své smrti. V reakci na toto nebezpečí mitnagdim podpořili musarské hnutí, jehož významnou školu založil rabi Jisrael Salanter (1810–1883). Tyto školy totiž zdůrazňovaly, že nestačí, aby člověk žil spravedlivý život jen prostřednictvím nějakého mistra, ale že je zapotřebí, aby každý jednotlivec žil spravedlivý život sám za sebe a neustále pracoval na sebezdokonalování. Přestože se během 19. a 20. století chasidim a mitnagdim spojili zpět v rámci tzv. ultraortodoxního judaismu, stále mezi jednotlivými skupinami existuje jistá dávka nevraživosti. Svůj podíl na této nevraživosti sehrává i prosionistická nebo antisionistická orientace různých skupin chasidim nebo mitnagdim. Posledním velkým představitelem mitnagdim ve 20. století byl izraelský rabín Eleazar Menachem Man Šach z Tel Avivu, v současnosti je jím např. Rabi Josef Šalom Eljašiv z Me'a Še'arim v Jeruzalémě. Jedním z těch, kteří v rámci judaismu úspěšně spojovali prvky učení mitnagdim a chasidismu, byl Elijahu Eli'ezer Dessler.